# Даниленко, Иосиф Абрамович
Иосиф Абрамович Даниленко (15 ноября 1903, Новый Бурлук Харьковская область Украина — 5 января 1980, Харьков, УССР, СССР) — учёный в области зоотехники, академик ВАСХНИЛ (1966-80).

## Биография
Родился 15 ноября 1903 в селе Новый Бурлук. В 1930 году окончил Харьковский институт зернового хозяйства. С 1930-по 1939 год работал в управлении совхозов, с 1939-по 1941 год работал в Научно-исследовательском институте животноводства Лесостепи и Полесья УССР. В 1941 году был назначен на должность директора данного института. Данную должность он занимал до 1973 года, после чего ушёл на пенсию.
Скончался 5 января 1980 года.

## Научные работы
Основные научные работы посвящены вопросам кормопроизводства, кормления и содержания сельскохозяйственных животных. Автор около 300 научных работ, более 30 книг и брошюр и 8 монографий.
- Разрабатывал агротехнику выращивания, повышения урожайности и питательной ценности кукурузы и сахарной свёклы.
- Изучал эффективность применения смешанных посевов, использования удобрений.
- Проводил работы по сортоиспытанию кормовых культур, возделыванию люцерны, созданию долголетних пастбищ.